# Bleda (comandante gótico)
Bleda (em grego: Βλέδα; romaniz.: Bléda) foi um oficial gótico de provável origem huna do século VI, ativo sob o rei Tótila (r. 541–552). Bleda, Ruderico e Ulíaris eram condes de Tótila e seus apoiantes mais confiáveis. Os três são descritos por Procópio de Cesareia como os mais belicosos entre os godos. Em 542, comandou o exército gótico que sitiou Florença e derrotou os bizantinos em Mucélio. Talvez mais tarde no mesmo ano, eles acompanharam Rigão em sua visita a Bento de Núrsia em Monte Cassino.